# Ronneby stad
Denna artikel handlar om den tidigare kommunen Ronneby stad. För orten se Ronneby, för dagens kommun, se Ronneby kommun.
Ronneby stad var en stad och kommun i Blekinge län.

## Administrativ historik
Ronnebys äldsta stadsprivilegier tillkom år 1387. Stadsprivilegierna överfördes 1680 till Karlskrona stad och Ronneby blev därefter från 1686 en lydköping under Karlskrona stad vilken vid kommunreformen 1862 bildade en köpingskommun, Ronneby köping. 
1879 beslutades att köpingen Ronneby skulle bli en stadskommun, En förutsättning var dock att byggnader för magistrat och rådhusrätt kunde iordningställas. Sedan detta skett och en borgmästare förordnats kunde Ronneby stad träda i funktion den 1 december 1882.
1 januari 1953 överfördes från Ronneby landskommun till staden ett område på 10,50 kvadratkilometer, varav 10,35 km² land, och 831 invånare.
Staden inkorporerade 1967 Kallinge landskommun, Bräkne-Hoby landskommun och Listerby landskommun. Staden uppgick 1 januari 1971 i den nybildade Ronneby kommun.

### Judiciell tillhörighet
Den egna jurisdiktionen upphörde 1944 och Ronneby ingick därefter i Medelstads tingslag, från 1948 i Östra och Medelstads domsagas tingslag.

### Kyrklig tillhörighet
Stadsförsamling var Ronneby församling som också var församling till omkringliggande landet i Ronneby socken.

### Sockenkod
För registrerade fornfynd med mera så återfinns staden inom ett område definierat av sockenkod 1011 som motsvarar den omfattning Ronneby socken med staden hade kring 1950.

## Stadsvapnet
Blasonering: En blå sköld bandevis delad af en silfverström. I det öfre fältet en sexuddig stjerna och i det nedre en nymåne, båda likaledes af silfver.
Vapnet fastställdes 1883. Efter kommunbildningen 1971 valdes stadens vapen oförändrat för den nya kommunen, som 1974 lät registrera vapnet i PRV, märkligt nog med stavningen från 1883.

## Geografi
Ronneby stad omfattade den 1 januari 1952 en areal av 4,53 km², varav 4,12 km² land.

### Tätorter i staden 1960
I Ronneby stad fanns del av tätorten Ronneby, som hade 8 458 invånare i staden den 1 november 1960. Tätortsgraden i staden var då 97,1 procent.

## Politik

### Mandatfördelning i valen 1919–1966

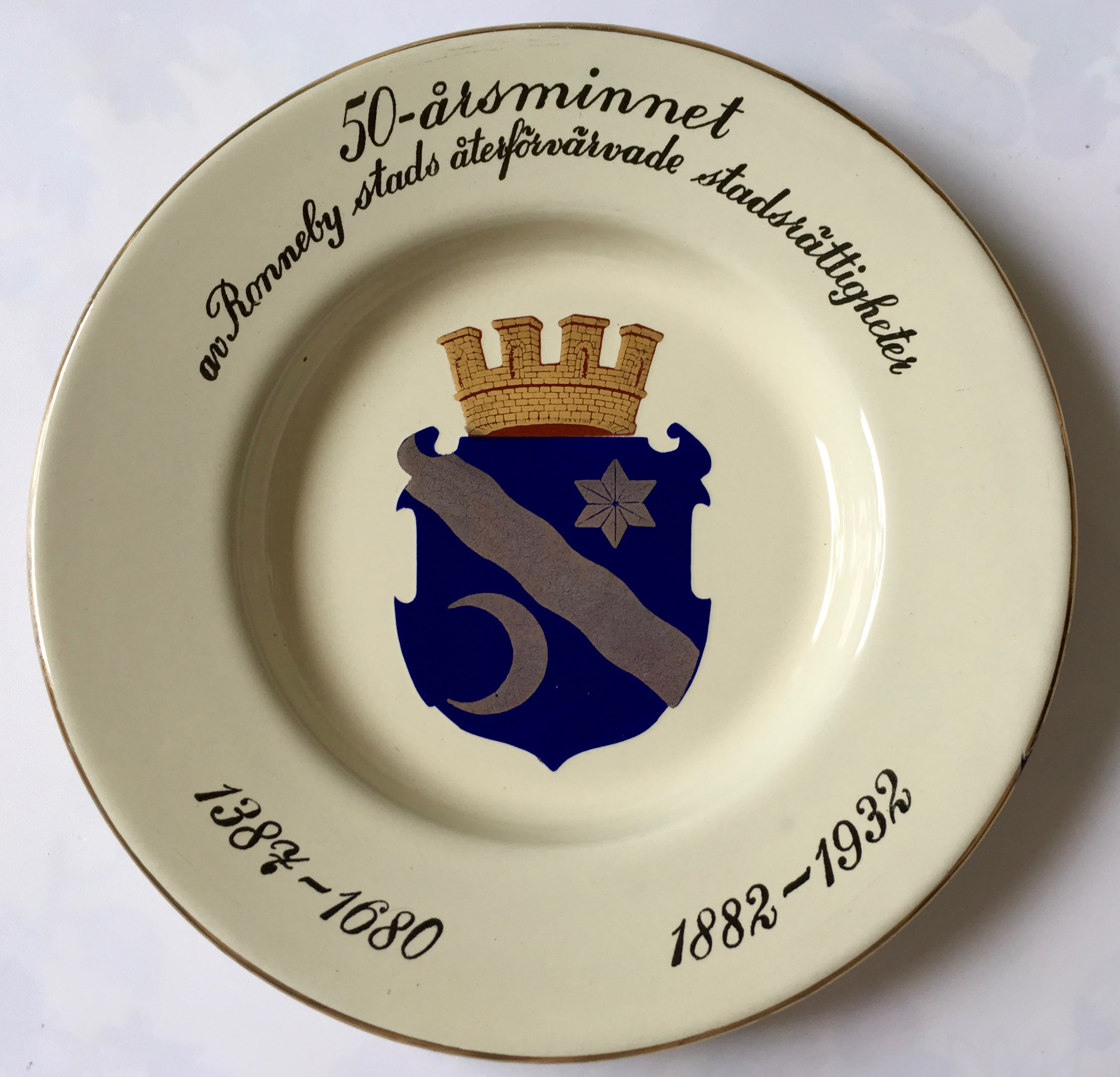
Minnestallrik för stadsrättigheterna 1387–1680 och 1882–1932. Tallriken är tillverkad 1932 av Kockums Emaljerverk då Ronneby stad firade sitt 50-årsjubileum med att ha återfått sina stadsrättigheterna.

| 10 | 5 | 10 |

| 21 | 4 |

| 9 | 5 | 11 |

| 23 |

| 10 | 5 | 10 |

| 22 |

| 14 | 3 |  | 9 |

| 27 |

| 14 | 3 |  | 9 |

| 25 |

|  | 14 |  | 3 | 8 |

| 26 |

|  | 15 | 4 | 7 |

| 24 |

|  | 15 | 4 | 7 |

| 23 | 4 |

| 2 | 15 | 5 | 5 |

| 24 |

|  | 16 | 7 | 3 |

| 24 |

|  | 15 | 7 | 4 |

| 24 |

|  | 15 |  | 5 | 5 |

| 23 | 4 |

|  | 16 |  | 5 | 4 |

| 22 | 5 |

| 3 | 24 | 10 | 7 | 6 |

| 45 |

### Borgmästare
- 1658-1668 Arnold de Rees
- 1678-1680 Blasius König
- 1892-1917 Ernst Flensburg

## Befolkningsutveckling
| Befolkningsutvecklingen i Ronneby stad 1890–1990             | Befolkningsutvecklingen i Ronneby stad 1890–1990 | Befolkningsutvecklingen i Ronneby stad 1890–1990 | Befolkningsutvecklingen i Ronneby stad 1890–1990 | Befolkningsutvecklingen i Ronneby stad 1890–1990 |
| ------------------------------------------------------------ | ------------------------------------------------ | ------------------------------------------------ | ------------------------------------------------ | ------------------------------------------------ |
|                                                              |                                                  |                                                  |                                                  |                                                  |
| År                                                           |                                                  |                                                  | Folkmängd                                        |                                                  |
| 1890                                                         | 1890                                             |                                                  | 1 899                                            |                                                  |
| 1900                                                         | 1900                                             |                                                  | 3 152                                            |                                                  |
| 1910                                                         | 1910                                             |                                                  | 3 473                                            |                                                  |
| 1920                                                         | 1920                                             |                                                  | 3 360                                            |                                                  |
| 1930                                                         | 1930                                             |                                                  | 5 774                                            |                                                  |
| 1940                                                         | 1940                                             |                                                  | 5 890                                            |                                                  |
| 1950                                                         | 1950                                             |                                                  | 7 252                                            |                                                  |
| 1960                                                         | 1960                                             |                                                  | 8 699                                            |                                                  |
| 1970                                                         | 1970                                             |                                                  | 14 043                                           |                                                  |
| 1980                                                         | 1980                                             |                                                  | 13 889                                           |                                                  |
| 1990                                                         | 1990                                             |                                                  | 13 458                                           |                                                  |
| Anm: Källor: Demografiska databasen, CEDAR, Umeå universitet |                                                  |                                                  |                                                  |                                                  |